# Pseudotriccus ruficeps
Pseudotriccus ruficeps là một loài chim trong họ Tyrannidae.